# Wolfgang Kunert (Verwaltungsjurist)
Wolfgang Kunert (* 21. März 1943 in Teplitz-Schönau, Reichsgau Sudetenland) ist ein deutscher Beamter im Ruhestand, der von Dezember 2004 bis März 2008 Regierungspräsident der Oberpfalz war.

## Biografie
Nach dem Abitur am humanistischen Neuen Gymnasium in Nürnberg studierte Kunert Rechtswissenschaften in Erlangen, Hamburg und München. 1967 legte er in München die Erste Juristische Staatsprüfung ab und promovierte dort zum Dr. jur. Die Zweite Juristische Staatsprüfung schloss sich 1971 ebenfalls in München an.
1971 trat Wolfgang Kunert seine Tätigkeit bei der Regierung von Oberbayern an, 1972 wechselte er zum Bayerischen  Staatsministerium des Innern. Ab März 1977 war Kunert beim Landratsamt München Leiter der Abteilungen Öffentliche Sicherheit und Ordnung sowie Kommunal- und Schulwesen, bevor er 1979 bei der Regierung von Oberbayern das Amt des Leiters des Sachgebiets Kommunalwesen übernahm. Im März 1981 wurde er erneut für das Bayerische Innenministerium tätig, als Referent im Sachgebiet Kommunales Finanzwesen, anschließend als Leiter des Sachgebiets Wirtschaftliche Betätigung der Kommunen, Kommunale Vermögenswirtschaft. Ab Dezember 1985 übernahm der für die Regierung von Oberbayern die Funktion des Leiters der Abteilung Kommunalwesen, Öffentliche Sicherheit und Ordnung.
In den Jahren 1989 bis 2001 war Wolfgang Kunert Vorsitzender des Verbands der höheren Verwaltungsbeamten in Bayern (VHBB) und Mitglied des Hauptvorstands des Bayer. Beamtenbundes (BBB) sowie Mitglied des Vorstands des Bundesverbands der Beamten des höheren Dienstes in der Bundesrepublik Deutschland.
Kunert fungierte ab Mai 2002 als Regierungsvizepräsident von Oberbayern und wurde im Dezember 2004 zum Regierungspräsidenten der Oberpfalz bestimmt. Das Amt des Regierungspräsidenten führte er bis März 2008 aus.
Er ist Ehrenmitglied des Oberpfälzer Kulturbundes.

## Quelle
- Lebenslauf auf der Internetseite der Regierung der Oberpfalz (Memento vom 21. Juni 2008 im Internet Archive)

1. ↑  Ehrenmitglieder. (Memento vom 16. Dezember 2017 im Internet Archive) Oberpfälzer Kulturbund; abgerufen am 9. Juli 2017.

| Personendaten    | Personendaten                                                   |
| ---------------- | --------------------------------------------------------------- |
| NAME             | Kunert, Wolfgang                                                |
| KURZBESCHREIBUNG | deutscher Jurist, Regierungspräsident der Oberpfalz (2004–2008) |
| GEBURTSDATUM     | 21. März 1943                                                   |
| GEBURTSORT       | Teplitz-Schönau, Reichsgau Sudetenland                          |